# Polo museale di San Francesco
Il Polo Museale di San Francesco è un museo di Montefiore dell'Aso, situato nell'ex-convento di San Francesco e inaugurato il 7 ottobre del 2007.

## Descrizione
Il percorso museale si snoda negli ambienti conventuali dell'antico complesso francescano della fine del XIII secolo. L'antico complesso costituito dalla convento di San Francesco, da un primo chiostro del 1303 e un secondo ed attiguo chiostro opera del 1544, dopo anni di abbandono ed altri usi (riparo per gli sfollati della II Guerra Mondiale), è stato completamente restaurato nel corso dei primi anni del 2000 per essere quindi adibito a spazio museale e di conservazione archivistica.
Il Polo Museale, oltre alle collezioni e agli archivi, è esempio di complessa una opera trecentesca-rinascimentale per gli aspetti architettonici di coesistenza di strutture che si compenetrano (due chiostri e una chiesa) e per gli aspetti decorativi concretizzati in affreschi sparsi qua e là per tutto il complesso.

### Sala Carlo Crivelli
Nella Sala "Carlo Crivelli" sono esposte, e ricomposte a formare un trittico, le 6 tavole del prezioso polittico rinascimentale opera del pittore Carlo Crivelli databile intorno al 1471. Le tavole del trittico di Montefiore sono ciò che rimase a Montefiore dell'Aso all'indomani dello smembramento avvenuto nel 1859.
- Polittico di Montefiore dell'Aso, 1471 circa, tempera su tavola, smembrato
  - Madonna in trono col Bambino, 180x65 cm, Bruxelles, Musées Royaux des Beaux-Arts de Belgique
  - Santa Caterina d'Alessandria, 174x54 cm, Montefiore dell'Aso, Polo museale di San Francesco
  - San Pietro apostolo, 174x54 cm, Montefiore dell'Aso, Polo museale di San Francesco
  - Santa Maria Maddalena, 174x54 cm, Montefiore dell'Aso, Polo museale di San Francesco
  - San Francesco, 180x54 cm, Bruxelles, Musées Royaux des Beaux-Arts de Belgique
  - Pietà, 72,5x55,5 cm, Londra, National Gallery
  - Beato Giovanni Duns Scoto, 74x54 cm, Montefiore dell'Aso, Polo museale di San Francesco
  - Santa Chiara, 74x54 cm, Montefiore dell'Aso, Polo museale di San Francesco
  - San Ludovico da Tolosa, 74x54 cm, Montefiore dell'Aso, Polo museale di San Francesco

### Museo Adolfo de Carolis
Il Museo "Adolfo De Carolis" fu inaugurato negli anni '50 grazie al primo blocco di bozzetti ed olii raccolti e donati da Francesco Egidi, filologo e sindaco del Comune. La collezione, successivamente, grazie ad altre donazioni per la maggior parte dovute agli eredi del pittore Adolfo De Carolis, ha avuto un'ulteriore spinta con la costituzione del Museo e Centro Studi Adolfo De Carolis avvenuta nel 1974. Successivamente, la collezione, oltre ai bozzetti ad olio per il ciclo pittorico delle Sale del Palazzo del Podestà (Bologna) di Bologna, alle xilografie di vari soggetti, si è arricchito, grazie alle donazioni degli eredi, con lo studiolo dell'artista e con molte matrici lignee delle xilografie.
Le 22 vele raffigurano 
- le forze della natura: la terra, l’aria, il fuoco, i regni minerale, vegetale, animale, le stagioni,
- le ore: l’aurora, il giorno, la sera, la notte.
- grandi virtù civiche: la fierezza, la sapienza, la libertà, la giustizia
- grandi personaggi e personalità bolognesi.

Basta entrare nel Museo Adolfo De Carolis (presso il Polo museale di San Francesco) per ammirare i vari bozzetti con occhio attento per comprendere quale opera ciclopica abbia effettuato il De Carolis coprendo le pareti della grande sala bolognese con circa 4000 metri quadri di dipinti, che come una enciclopedia visiva raccontano la storia della città felsinea.

### Sala Domenico Cantatore
Nella Sala "Domenico Cantatore" sono raccolte moltissime opere in litografia del pittore pugliese e "naturalizzato" montefiorano Domenico Cantatore. Le opere del Cantatore esposte presso il Polo Museale di Montefiore dell'Aso rappresentano le famose odalische, scene di gioco, panorami con il caratteristico sfondo piceno.

### Galleria Museo della Civiltà Contadina
Il Museo della Civiltà Contadina, realizzato nel corso del 1983 presso i locali della Scuola Media Giuseppe Talamonti grazie ad alcuni illuminati professori come Vermiglio Ricci, Giuseppe Ottaviani, Franco Vespasiani e Giulio Chiurchioni con il supporto del restauratore Ermenegildo Mauro, fu trasferito nel Polo Museale di Montefiore in una prima sistemazione, alla quale fece seguito l'attuale sistemazione avvenuta nel 2007.
La collezione, originatasi per donazione spontanea dai cittadini stessi, raccoglie moltissimo materiale etnografico relativo alla civiltà rurale locale. Il Museo riveste una certa importanza perché costituisce ciò che rimane della cultura mezzadrile tra la metà dell'800 e gli anni 50 del '900. Nell'ultimo allestimento (attuale) sono state ricreate, per una fruizione tematica, una serie di scene di vita contadina: l'aia, la casa, i campi, etc...
Per meglio capire la strumentaria ed iconografica della Galleria, è di grande interesse, la donazione  avvenuta nel 2018 da parte dell'Ing. Leonardo Acciari del Fondo "Fondo G. Acciarri", un fondo archivistico curato dall'Ing. O. Mauro  relativo alla conduzione del Perito Agrario Guido Acciarri di molte mezzadrie nell'area montefiorana tra gli anni 1940  gli anni 1980 (ll Fondo G. Acciarri è in corso di indicizzazione, aggiornamento a gennaio, 2021).

### Centro di Documentazione Scenografica Giancarlo Basili
Un'importante sezione del Polo Museale è dedicata al Centro di Documentazione Scenografica Giancarlo Basili, uno dei più importanti scenografi italiani contemporanei. Sono qui esposte diverse scenografie e i progetti degli Expo di Shanghai e di Milano. Nel centro di documentazione sono presenti le scenografie, i disegni ed i progetti per molti dei più importanti film italiani dagli anni '80 in avanti.

### Archivio Storico di Montefiore dell'Aso
Il Polo Museale ospita inoltre l'Archivio Storico di Montefiore dell'Aso, nelle cui stanze sono conservati gli oltre sei secoli della storia del comune di Montefiore dell'Aso con documenti come lo Statuto Comunale del 1569.

### Archivio e Deposito delle Bande di Montefiore dell'Aso
Il Polo Museale conserva gli strumenti musicali superstiti delle due bande musicali storiche montefiorane a cavallo tra XIX e XX secolo. Gli strumenti e lo stesso archivio documentale di spartiti e registri sono stati a lungo ospitati nel convento stesso dove una delle bande aveva una stanza per le prove. Successivamente, il prof. Marcello Bucci, insieme ad una classe della locale Scuola Media C. Crivelli, nel 1983 avviò un percorso di recupero di tali materiali restituendoli alla fruizione come beni culturali musicali.

### Collezione d'Arte ContemporaneaPremio Pino Mori
Il Polo ospita la Collezione d'Arte Contemporanea Premio Pino Mori.

## Lettiga ippotrainata
Nel 1922, in occasione di una lotteria, l’Associazione Donne Cattoliche (sezione di Montefiore dell’Aso) donò alla comunità dei Montefiorani una lettiga ippotrainata, oggi ospitata presso il Polo Museale dopo un importante restauro avvenuto nel 2013 da alcune mestranze montefiorane (G. Basili, G. Cossignani, G. Alesi, A. Mauro) con la supervisione dell'Ing. Oronzo Mauro. Il costruttore della lettiga era la prestigiosa casa di «carrozzelle per malati e velocipedi per bambini» Alessandro Pierantoni di Bologna.
Si trattò di una commessa importante, che segnalava il grande interesse ed impegno nel volere dotare Montefiore dell’Aso di materiale di qualità riconosciuta a livello nazionale. Presto superata da ambulanze a motore, la lettiga è stata depositata in una rimessa dell’antico Ospedale di Montefiore dell’Aso (prime notizie ai primi del 1300) fino al 2013(per forse più di 70 anni) quando si decise di procedere con la salvaguardia e valorizzazione di questo importante pezzo di storia dei trasporti sanitari.